# Dominik Csontos
Dominik Csontos, né le 8 novembre 2002 à Székesfehérvár, est un footballeur hongrois qui évolue au poste d'arrière gauche au Soroksár FC, en prêt du Ferencváros TC.

## Biographie

### Carrière en club
Né à Székesfehérvár, Dominik Csontos commence sa carrière au Videoton FC, dans sa ville natale, avant de passer 5 ans chez leur voisins du Főnix Gold FC, avant de repasser une année au Videoton, qui joue alors au plus haut niveau hongrois. Il rejoint ensuite le Ferencváros TC à l'été 2015, où il est au départ dans les équipes de jeunes un milieu de terrain régulièrement buteur.
Il fait ses débuts professionnels avec le TFC à 16 ans, en remplaçant Krisztofer Szerető (en) à gauche de la défense, lors de la dernière demi-heure de la victoire 3-1 à l'extérieur en coupe le 30 octobre 2019, face au BKV Előre SC (en).
Ayant également pris part à une première victoire en championnat cette saison, il continue à glaner plusieurs apparitions en professionnel lors de l'exercice suivant, marquant notamment son premier but le 27 janvier 2021, lors d'une victoire 3-0 chez le Budafoki MTE, qui fait de lui le plus jeune buteur de la saison en championnat hongrois. Aux côtés des Damir Redzic, Szabolcs Mergl ou Olivér Nagy (en), il fait alors partie d'une jeunesse qui frappe aux portes de l'équipe de Serhiy Rebrov.
Il prend ainsi part à la campagne victorieuse du Ferencvaros en championnat, où le club de Budapest remporte son troisième titre d'affilée,. Le 13 février 2021, il est prêté à l'équipe de NB II du Soroksár, afin d'accumuler de l'expérience en tant que titulaire, que ce soit au poste de défenseur central ou d'arrière gauche.

### Carrière internationale
Le 26 août 2021,il est appelé pour la première fois en équipe de Hongrie espoirs par Zoltán Gera, pour les éliminatoires du Championnat d'Europe.

## Palmarès
| Ferencváros TC - Championnat de Hongrie (2) - Champion en 2019-20 et 2020-21 |